# Хиперфагија
Полифагија или хиперфагија је ненормално јак, непрекидан осећај глади или жеље за јелом који често доводи до преједања. За разлику од повећања апетита након вежбања, полифагија се не повлачи након јела и често доводи до брзог уноса превеликих количина хране. Полифагија није сама по себи поремећај; радије, то је симптом који указује на основно здравствено стање. Често је резултат абнормалних нивоа глукозе у крви (и хипергликемије и хипогликемије), и, заједно са полидипсијом и полиуријом, један је од „3 Пс“ који се обично повезује са дијабетес мелитусом.